# 斯洛博達 (新烏希齊亞區)
48°55′4″N 27°10′28″E / 48.91778°N 27.17444°E
斯洛博達（烏克蘭語：Слобода），是烏克蘭西部的村莊，隸屬赫梅利尼茨基州的卡緬涅茨-波多利斯基區。該村始建於1926年，面積0.38平方公里，海拔高度303米，2001年人口68。